# Jumma Miyazaki
Jumma Miyazaki (japanisch 宮崎 純真, Miyazaki Jumma; * 10. April 2000 in Fuchū, Präfektur Tokio) ist ein japanischer Fußballspieler.

## Karriere
Jumma Miyazaki erlernte das Fußballspielen in den Jugendmannschaften des Shinmachi FC und des FC Tama sowie in der Schulmannschaft der Yamanashi Gakuin University High School. Seinen ersten Profivertrag unterschrieb er im Februar 2019 bei Ventforet Kofu. Der Verein aus Kōfu, einer Großstadt in der Präfektur Yamanashi auf Honshū, der Hauptinsel von Japan, spielt in der zweithöchsten Liga des Landes, der J2 League. Sein Zweitligadebüt gab Junma Miyazaki am 28. Februar 2021 im Auswärtsspiel gegen JEF United Ichihara Chiba. Hier wurde er in der 83. Minute für Kazushi Mitsuhira eingewechselt.